# Lars Johan Wahlstedt
Lars Johan Wahlstedt, född 27 mars 1836 i Värsås socken, Skaraborgs län, död 26 april 1917 i Vittsjö församling, Kristianstads län, var en svensk botaniker. Han var far till Axel Wahlstedt.
Wahlstedt blev filosofie doktor i Lund 1862, var akademiträdgårdsmästare där 1862–64 och deltog i den nya botaniska trädgårdens anläggning, var lektor i naturalhistoria i Kristianstad 1865–1905 samt frökontrollant i Kristianstads län och sekreterare i dess hushållningssällskap. 
Wahlstedt utgav läroböcker samt flera skrifter över kransalgerna och violsläktet, däribland Monografi öfver Sveriges och Norges characéer (1875), och utgav som exsickatverk Characeæ Scandinavio exsiccatæ (tillsammans med Otto Nordstedt; 1871–74), Characeæ exsiccatæ (tillsammans med Walter Migula och Paul Sydow; 1892–96), och Violæ Sueciæ exsiccatæ (tillsammans med Leopold Martin Neuman och Svante Murbeck; 1886–93).